# Оришев-Осада
Оришев-Осада (пол. Oryszew-Osada) — село в Польщі, у гміні Віскітки Жирардовського повіту Мазовецького воєводства.
Населення — 332 особи (2011).
У 1975-1998 роках село належало до Скерневицького воєводства.

## Демографія
Демографічна структура станом на 31 березня 2011 року:
|          | Загалом | Допрацездатний вік | Працездатний вік | Постпрацездатний вік |
| -------- | ------- | ------------------ | ---------------- | -------------------- |
| Чоловіки | 194     | 19                 | 138              | 37                   |
| Жінки    | 138     | 15                 | 66               | 57                   |
| Разом    | 332     | 34                 | 204              | 94                   |